# Руска уставотворна скупштина
Сверуска уставотворна скупштина (рус. Всероссийское учредительное собрание) је била уставотворна скупштина сазвана у Русији после Фебруарске револуције 1917. године. Састајало се 13 сати, од 16 до 5 часова ујутру, 18–19 јануар [по јулијанском 5–6 јануар] 1918., након чега га је Сверуски централни извршни комитет предвођен бољшевицима незаконито распустио, проглашавајући Трећи сверуски конгрес Совјета новим управним телом Русије.
Избори за Уставотворну скупштину у Русији 1917. нису произвели демократски изабрану владу, пошто су бољшевици, који су били на власти од Октобарске револуције која се догодила пре избора, касније распустили Уставотворну скупштину и наставили да владају земљом као једнопартијска држава са свим опозиционим странкама забрањеним. Неки научници су имали другачије гледиште и приписали су успостављање једнопартијског система у Совјетском Савезу ратне услове наметнуте бољшевичкој влади а други су истакли почетне покушаје да се формира коалициона влада са левим социјалистичким револуционарима.

## Порекло
Демократски изабрана Уставотворна скупштина за стварање руског устава био је један од главних захтева свих руских револуционарних партија пре Руске револуције 1905. Цар је 1906. одлучио да одобри основне грађанске слободе и одржи изборе за новостворено законодавно тело, Државну думу. Међутим, Дума никада није била овлашћена да напише нови устав, а још мање да укине монархију. Штавише, овлашћења Думе су падала у руке уставних демократа, а не социјалиста. Влада је распустила Думу, као што је био њихов законски споразум, јула 1906. и, након нових избора, јуна 1907. године. Коначни изборни закон који је написала влада након другог распуштања 16 јун [по јулијанском 3 јун] 1907.    фаворизовала је властелинску и владајућу класу. Дума је стога била широко виђена као непредставница сиромашнијих сељака и радничке класе. Захтјеви за уставотворном скупштином која би се бирала на основу општег права гласа настављени су несметано. Али оно мало што је Дума могла да уради након 1907. често је стављано вето од стране цара или именованог горњег дома руског парламента.

## Позадина

### Привремена влада (фебруар–октобар 1917)
Абдикацијом цара Николаја II у фебруарској револуцији 1917, власт у Русији прешла је на Привремену владу коју је формирало либерално руководство Думе.
Привремена влада је тако названа јер су је чиниле парламентарне личности, последњи пут изабране (као Четврта Дума) 1912. године, које су преузеле привремену власт за управљање револуционарном ситуацијом усред Првог светског рата до трајнијег облика власти. могао бити установљен од стране изабране Уставотворне скупштине.
Велики кнез Михаило је одбио да се попне на трон свог старијег брата Николаја II без сагласности изабране Уставотворне скупштине, а широко се претпостављало да је изабрана Уставотворна скупштина једино тело са овлашћењем да промени облик владавине Русије. Привремена влада је тврдила да ће организовати изборе по завршетку Првог светског рата, али је упркос првобитном споразуму у јулу 1917. прогласила Русију републиком и почела припреме за изборе у „ Препарламенту ”, касније названом Савет Руска Република. Ови поступци изазвали су критике и са леве и са десне стране. Монархисти су сматрали да је проглашење републиканског облика власти у Русији неприхватљиво, док је левица сматрала да је декларација хватање власти са циљем да се ослаби утицај Совјета.

### Бољшевици и Уставотворна скупштина
Став бољшевика о Уставотворној скупштини еволуирао је током 1917. године. У почетку, као и све друге социјалистичке партије, бољшевици су подржавали избор Уставотворне скупштине. Сам Владимир Лењин је касније тврдио: „Захтев за сазивањем Уставотворне скупштине био је савршено легитиман део програма револуционарне социјалдемократије, јер у буржоаској републици Уставотворна скупштина представља највиши облик демократије“.
Али постојала је потенцијална контрадикција у политици бољшевика. Од Лењиновог повратка из Швајцарске у априлу 1917, бољшевици су се разликовали од других социјалиста позивајући на „Сву власт Совјетима “. Бољшевици су се тако супротставили „буржоаским“ парламентарним телима, попут Привремене владе и Уставотворне скупштине, у корист Совјета (непосредно изабраних револуционарних савета радника, војника и сељака) који су настали после Фебруарске револуције.
Дана 7 новембар [по јулијанском 25 октобар] 1917., бољшевици су деловали на овој политици предводећи Октобарску револуцију против Привремене владе. Устанак у Петрограду поклопио се са сазивањем Другог сверуског конгреса радничких и војничких совјета. Совјетски посланици умеренијих социјалистичких партија, мењшевици и десни СР, напустили су Конгрес у знак протеста због, како су тврдили, превременог свргавања „буржоаске” владе у којој су учествовали.
Током наредних неколико недеља, бољшевици су успоставили контролу у урбаним срединама и у скоро целој Великој Русији, али су имали мање успеха на селу и у етнички неруским областима. Иако је нова совјетска влада ограничила слободу штампе (повремено забрањујући несоцијалистичку штампу) и прогонила либералну Уставно-демократску партију због њене непријављене, али широко распрострањене подршке афери генерала Корнилова, дозволила је одржавање избора за Уставотворну скупштину унапред 25 новембар [по јулијанском 12 новембар] 1917., како је одредила Привремена влада.
Званично, бољшевичка влада је у почетку себе сматрала привременом владом и тврдила је да намерава да се потчини вољи Уставотворне скупштине.

## Резултати избора (12/25. новембар 1917.)
За Уставотворну скупштину заиста је гласало више од 60 одсто грађана са правом гласа. Због величине земље, Првог светског рата који је у току и све лошијег комуникационог система, резултати у то време нису били у потпуности доступни. Делимичан број (54 изборне јединице од 79) објавио је НВ Свјатицки у Години руске револуције. 1917–18, Москва, Издавачи „Земља и воља“, 1918. Подаци Свјатицког су опште прихваћени од свих политичких партија, укључујући бољшевике, и гласили су:
| Партија                                     | Гласови    | %     |
| ------------------------------------------- | ---------- | ----- |
| Социјалистичка револуционарна партија (СР)  | 17,943,000 | 40.4% |
| Бољшевици                                   | 10,661,000 | 24.0% |
| Украјински СР                               | 3,433.000  | 7.7%  |
| Уставотворно-демократска партија ("Кадети") | 2,088,000  | 4.7%  |
| Мењшевици                                   | 1,144.000  | 2.6%  |
| Остале руске либералне партије              | 1,261,000  | 2.8%  |
| Грузијска мењшевичка патрија                | 662,000    | 1.5%  |
| Мусават (Азербејџан)                        | 616,000    | 1.4%  |
| Јерменска револуционарна федерација         | 560,000    | 1.3%  |
| Леви СР                                     | 451,000    | 1.0%  |
| Oстали социјалисти                          | 401,000    | 0.9%  |
| Алаш Орда (Kaзахстан)                       | 407,000    | 0.9%  |
| Остале партије националних мањина           | 407,000    | 0.9%  |
| Укупно (пребројано)                         | 40.034.000 | 90%   |
| Неурачунато                                 | 4,543,000  | 10%   |
| Укупно                                      | 44.577.000 | 100%  |

Бољшевици су добили између 22% и 25% укупног броја гласова, али су постали највећа партија у урбаним центрима Русије и међу војницима на „Западном фронту“ (две трећине гласова тих војника). У граду Москви, бољшевици су освојили 47,9% гласова, Уставни демократи (Кадети) 35,7% и СР 8,1% гласова.  Док је изгубила градске гласове, социјалистичко-револуционарна партија је добила око 57–58% (62% са својим социјалдемократским савезницима), добивши огромну подршку сеоског сељаштва које је чинило 80% руског становништва.
Међутим, научници су тврдили да гласање није правилно представљало вољу сељака. Гласачки листићи за Скупштину нису правили разлику између десних СР-а, који су се противили бољшевичкој власти, и левих СР-а, који су били коалициони партнери бољшевицима. Тако су многи сељачки гласови намењени левим есерима бирали десничарске посланике.

## Од избора до сазива Скупштине (новембар 1917–јануар 1918)
Лењин и бољшевици су почели да доводе у сумњу вредност Уставотворне скупштине чим је изгледало вероватно да Скупштина неће садржати већину у корист совјетске владе. Дана 27 новембар [по јулијанском 14 новембар] 1917., Лењин је на Ванредном сверуском конгресу совјета сељачких посланика рекао да Уставотворна скупштина не треба да одвлачи сељаке од борбе против капитала.
Дана 4. децембра [по јулијанском 21. новембра] 1917.  Народни комесар за поморска питања Павел Дибенко наредио је да се 7.000 про-бољшевичких морнара из Кронштата држи у „пуној приправности“ у случају сазивања Уставотворне скупштине 9 децембра [по јулијанском 26 новембра] 1917.. Састанак од око 20.000 кронштатских „војника, морнара, радника и сељака“ одлучио је да подржи само Уставотворну скупштину која је „тако састављена да потврди достигнућа Октобарске револуције [и била би ослобођена] Калединоваца и вођа контра- револуционарна буржоазија“.
Са поделом између десних и левих социјалистичких револуционара финализованим у новембру, бољшевици су формирали коалициону владу са овим последњим. Дана 11 децембеа [по јулијанском 28 новембра] 1917., совјетска влада прогласила је Уставну демократску партију „партијом народних непријатеља“, забранила партију и наредила да се њени лидери ухапсе.  Такође је одложио сазив Уставотворне скупштине за почетак јануара. У почетку је совјетска влада за кашњења окривила техничке потешкоће и махинације својих непријатеља.
26 December [по јулијанском 13 December] 1917., Лењинове тезе о Уставотворној скупштини анонимно су објављене у бољшевичком листу Правда . Тезе су тврдиле да је „револуционарна социјалдемократија још од почетка Револуције 1917. више пута истицала да је република Совјета виши облик демократије од уобичајене буржоаске републике са Уставотворном скупштином“.
Лењин је тврдио да Уставотворна скупштина није заиста представљала руски народ јер њени листићи нису представљали раскол између антибољшевичких десних СР-а и про-бољшевичких левих СР-а.
Лењиново предложено решење проблема било је да Уставотворна скупштина пристане на нове изборе како би боље представила тренутну вољу народа  и да у међувремену прихвати совјетску власт.
Нису сви чланови бољшевичке партије били вољни да пристану на оно што је све више личило на предстојеће гушење Уставотворне скупштине. Почетком децембра умерени су чак имали већину међу бољшевичким делегатима у Уставотворној скупштини, али је Лењин победио 24 децембра [по јулијанском 11 децембра] 1917.   Састанак бољшевичког Централног комитета, који је наредио бољшевичким делегатима да следе Лењинову линију.

## Састанак у Петрограду (5–6/18–19. јануар 1918)
Ујутру 18 јануар [по јулијанском 5 јануар] 1918., велика маса окупила се у Петрограду да маршира на Тауридску палату у знак подршке Уставотворној скупштини. На њега су пуцали и растурили војници лојални бољшевичко-левичарској совјетској влади. Марш није био тако велики колико су се организатори надали: присуствовало је много мање војника и радника него што се очекивало, а демонстрације су се углавном састојале од студената средње класе, државних службеника и професионалаца.
Кворум Уставотворне скупштине састао се у Тауријској палати у Петрограду, између 16.00 и 16.40 часова. ујутру, 18–19 January [по јулијанском 5–6 January] 1918.. Наоружани стражари били су присутни свуда у згради, оружје је наводно било уперено у делегате који су говорили, а Виктор Чернов, упркос томе што је изабран за председника Скупштине, плашио се „туче“ ако буде превише упоран. Према бољшевику Фјодору Раскољникову, почетни сукоб се односио на то ко има моћ да отвори Скупштину. Упркос СР плуралности, бољшевик Јаков Свердлов је тврдио да је отворио Скупштину по овлашћењу Централног извршног комитета (чији је био председник), што је изазвало огорчену реакцију небољшевичких делегата. Осврћући се на Декларацију о правима радника и експлоатисаног народа, он је рекао: „Централни извршни комитет изражава наду да ће се Уставотворна скупштина, у мери у којој исправно изражава жеље народа, придружити [Декларацији]. " Касније је истакнути бољшевик Иван Скворцов-Степанов, у говору који је Лењин одобрио, објаснио противљење бољшевика „буржоаској демократији“ у корист класне владавине сељака и радника.
Скупштином су доминирали антибољшевички десни СР , а њихов вођа Виктор Чернов изабран је за председника Скупштине са 244 гласа против 153 гласа за Марију Спиридонову из левих СР. Бољшевици су декрете Другог совјетског конгреса ставили пред Скупштину на усвајање. Одбијени су са 237 гласова за и 136 против  Стога је било јасно да се Уставотворна скупштина противила совјетској власти и да неће пристати на нове изборе. У паузи, посебан састанак бољшевика и левих есера одлучио је да се Скупштина распусти. Заменик народног комесара за поморске послове Фјодор Раскољников прочитао је припремљену изјаву и бољшевици и леви есери су изашли. Лењин је напустио зграду да оде на спавање, наводећи војнике да не користе силу против посланика, већ да чекају док они сами не оду.
Десни есери су покушали да искористе завршни записник Уставотворне скупштине да донесу социјалистичке мере које нису успели да спроведу у месецима власти у Привременој влади. Чернов је одговорио на совјетске декрете о земљи и миру са „Законом о земљи“ који су израдили СР „Закон о земљи“, који је прогласио радикалну земљишну реформу, закон којим је Русија постала демократска федерална република (чиме је ратификовала одлуку Привремене владе усвојену у септембру 1917) и апел савезницима Антанте за демократски мир. Скупштина је гласала за предлоге, а наредна седница заказана за 19 јануар [по јулијанском 6 јануар] 1918. у 17 часова    и разишао се у 4:40 Следећег дана посланици су затекли зграду закључану и Скупштину је прогласила распуштеном бољшевичко-левичарска совјетска влада СР. Влада је одмах сазвала Трећи конгрес Совјета, који је произвео велику бољшевичку већину, као демократску противтежу распуштању Уставотворне скупштине. Касније тог дана Сверуски централни извршни комитет ( ВТСИК ) је ратификовао декрет о распуштању парламента.

## Реакција јавности на затварање
Убрзо након затварања Уставотворне скупштине, посланик десног СР-а из области Волге је тврдио: „[Бранити] Уставотворну скупштину, бранити нас, њене чланове – то је дужност народа.“ 
Роналд В. Кларк примећује да је затварање Уставотворне скупштине изазвало „релативно мало реакција, чак и у политичким круговима“.  Орландо Фигес је тврдио: „Није било масовне реакције на затварање Уставотворне скупштине... СР интелигенција је увек била у заблуди у свом уверењу да сељаци деле њихово поштовање према Уставотворној скупштини. ] маса сељака... то је била само далека ствар у граду, којом су доминирали 'шефови' разних партија, коју они нису разумели, и која је била сасвим другачија од њихових политичких организација."
Фигес тврди да их је оданост десних СР-а Привременој влади изоловала од масе сељака: „Њихов усвојени осећај одговорности за државу (и без сумње мало поноса на њихов нови статус министра) довео је до тога да десни СР одбаце своје стари терористички начини револуционарне борбе и зависе искључиво од парламентарних метода".

## Између Петрограда и Самаре (јануар–јун 1918)
Забрањени уласка у палату Тауриде, посланици Уставотворне скупштине састали су се у Гимназији Гуревич и одржали низ тајних састанака, али су утврдили да су услови постали све опаснији. Неки су покушали да се преселе у Кијев који је контролисала Централна Рада, али 28 јануар [по јулијанском 15 јануар] 1918.    Радне снаге су морале да напусте град, чиме је Уставотворна скупштина као кохезивно тело фактички окончана.
Уместо тога, социјалисти (социјалистички револуционари и њихови мењшевички савезници) одлучили су да раде у оквиру совјетског система и вратили су се у совјетски сверуски централни извршни комитет (ВТсИК), Петроградски совјет и друга совјетска тела из којих су напустили током бољшевичког устанка. октобра 1917. Надали су се да ће совјетски реизбори ићи својим путем када се бољшевици покажу да нису у стању да реше горуће друштвене и економске проблеме. Они би тада постигли већину у локалним Совјетима и, на крају, у совјетској влади, након чега би могли поново да сазову Уставотворну скупштину.
План социјалиста је био делимично успешан јер су совјетски реизбори у зиму, а посебно у пролеће 1918. често враћали про-СР и антибољшевичку већину, али је њихов план био осујећен одбијањем совјетске владе да прихвати резултате избора и њеним поновљеним распуштањем. антибољшевичких Совјета.
Као одговор, социјалистички револуционари и мењшевици су основали скупштине радничких опуномоћеника које су радиле паралелно са Совјетима у којима су доминирали бољшевици. Идеја се показала популарном међу радницима, али је имала мало утицаја на бољшевичку владу.
Са потписивањем Брест-Литовског споразума од стране бољшевика 3. марта 1918, вођство левих есерова је све више гледало на бољшевичку владу као на немачког заступника. Били су вољни да размотре савез са либералним уставним демократама, који је њихов Четврти партијски конгрес одбио тек у децембру 1917. године. Социјалисти и либерали одржали су разговоре о стварању уједињеног антибољшевичког фронта у Москви крајем марта. Међутим, преговори су пропали јер су СР инсистирали на поновном сазивању Уставотворне скупштине која је изабрана у новембру 1917. године, док су уставне демократе, које су на новембарским изборима дале слабе резултате, захтевале нове изборе.

## Самарски комитет (јун–септембар 1918)
Дана 7. маја 1918. године ( нови стил, од овог тренутка) Осми партијски савет Социјалистичке револуционарне партије састао се у Москви и одлучио да подигне устанак против бољшевика са циљем поновног сазивања Уставотворне скупштине. Док су припреме биле у току, чехословачке легије су крајем маја – почетком јуна 1918. збациле бољшевичку власт у Сибиру, на Уралу и у Поволжју, а центар активности СР-а се преселио тамо. Дана 8. јуна 1918, пет чланова Уставотворне скупштине формирали су Сверуски уставотворни скупштински одбор ( Комуч ) у Самари и прогласили га новом врховном влашћу у земљи.
Комитет је имао подршку чехословачких легија и могао је да прошири своју власт на већи део Волго- Камског региона. Међутим, већину региона Сибира и Урала контролисало је мноштво етничких, козачких, војних и либерално-десничарских локалних власти, које су се стално сукобљавале са комитетом. Комитет је функционисао до септембра 1918, да би на крају порастао на око 90 чланова Уставотворне скупштине, када је такозвана „Државна конференција“ која је представљала све антибољшевичке локалне самоуправе од Волге до Тихог океана формирала коалицију „Сверуска врховна власт“ (тзв. „ Уфа директоријум“) са крајњим циљем поновног сазивања Уставотворне скупштине када то околности дозволе.
Сверуски уставотворни скупштински комитет је наставио да функционише као „Конгрес чланова Уставотворне скупштине“, али није имао стварну моћ, иако се Директоријум обавезао да ће га подржати.
У почетку, споразум је имао подршку Централног комитета социјалистичке револуције који је делегирао двојицу својих десничарских чланова, Николаја Авксентијева и Владимира Зензинова, у петочлану Уфску директорију. Међутим, када је Виктор Чернов стигао у Самару 19. септембра 1918, успео је да убеди Централни комитет да повуче подршку Директоријума јер га је сматрао превише конзервативним, а присуство СР тамо као недовољно.  Ово је довело Директориј у политички вакуум и два месеца касније, 18. новембра 1918, збацили су га десничарски официри који су адмирала Александра Колчака поставили за новог вођу.
Дана 30. августа 1918. Фани Каплан из Социјалистичке револуционарне партије је након неуспешног атентата на Владимира Лењина била погубљена. Наредба је стигла од команданта Кремлина П. Д. Малкова, члана групе летонских бољшевика.

## Коначни колапс
Након пада Уфског директората, Чернов је формулисао оно што је назвао „трећим путем“ против бољшевика и либерално-десничарског Белог покрета, али покушаји СР-а да се афирмишу као независна снага били су неуспешни, а партија је увек била неуспешна., почео да се распада. Десно, Авксентијев и Зензинов су отишли у иностранство са Колчаковом дозволом. На левици су се неки СР-и помирили са бољшевицима. Чернов је покушао да подигне устанак против Колчака у децембру 1918, али је угушен. Фебруара 1919. Централни комитет СР је одлучио да су бољшевици мање од два зла и одустао је од оружане борбе против њих. Бољшевици су дозволили да се Централни комитет СР поново успостави у Москви и почне да издаје партијске новине у марту 1919, али су их убрзо ухапсили чекисти и провели остатак грађанског рата у Русији у затвору.  Чернов је био на тајном задатку и на крају је био приморан да побегне из Русије, док је затвореним члановима Централног комитета суђено 1922, а њихови вође осуђени на смрт, иако су им казне биле условне. 
С обзиром да је главна проконститутивна скупштинска странка заправо ван слике, једина преостала снага која је подржала њено поновно сазивање били су савезници Антанте. Савезници су 26. маја 1919. понудили Колчаку своју подршку засновану на бројним условима, укључујући слободне изборе на свим нивоима власти и поновно успостављање Уставотворне скупштине. Колчак је 4. јуна 1919. прихватио већину услова, али је одбио да поново сазове скупштину изабрану у новембру 1917. пошто је, како је тврдио, изабрана под бољшевичком влашћу и да избори нису били потпуно слободни. Дана 12. јуна 1919. Савезници су одговор сматрали задовољавајућим и захтев за поновном сазивањем првобитне Уставотворне скупштине је одустао.
И Колчак и вођа Белог покрета на југу Русије, генерал Антон Дењикин, званично су се придржавали принципа „непредодређености“, односно одбијали су да одреде какав ће друштвени или политички систем имати Русија све док бољшевизам не буде поражени. Колчак и Дењикин су дали општа обећања да неће бити повратка у прошлост и да ће бити успостављен неки облик народног представљања.
Бројни мемоари које су лидери Белог покрета објавили након пораза су неуверљиви на ову тему. Чини се да нема довољно доказа да се каже која би група у Белом покрету победила у случају победе белих и да ли би били одржани нови избори за Уставотворну скупштину, а још мање колико би они били рестриктивни.
Након победе бољшевика на Јужном фронту грађанског рата крајем 1920. године, 38 чланова Уставотворне скупштине састало се у Паризу 1921. године и формирало извршни комитет, који су чинили лидер уставних демократа Павел Миљуков, лидер Напредне странке Александар Коновалов, Члан Директоријума Уфе Авксентијев и шеф Привремене владе Керенски. Као и друге емигрантске организације, показало се неефикасним.

## Историјски спорови
Према књизи Марсела Либмана Лењинизам под Лењином из 1975. године, бољшевици и њихови савезници имали су већину у Совјетима због различитог изборног система. Према совјетском уставу из 1918. године, сваки урбани (и обично пробољшевички) Совјет имао је 1 делегата на 25.000 бирача. Сваки рурални (обично про-СР) Совјет је имао само 1 делегата на 125.000 бирача. Бољшевици су гашење Скупштине правдали истичући да избори нису узели у обзир расцеп у СР партији. Неколико недеља касније, леви СР и десни СР добили су отприлике једнаке гласове у сељачким совјетима. Бољшевици су такође тврдили да су Совјети били демократскији јер су делегати могли да буду смењивани од стране њихових бирача одмах, а не у парламентарном стилу Скупштине где су изабрани чланови могли да буду уклоњени тек након неколико година на следећим изборима. У књизи се наводи да су сви избори за сељачке и градске совјете били слободни и да су ти Совјети тада изабрали Сверуски конгрес совјета који је изабрао совјетску владу, други конгрес се одржао пре Скупштине, а Трећи конгрес одмах након тога.
Две новије књиге које користе материјал из отворених совјетских архива, Руска револуција 1899-1919 Ричарда Пајпса и Народна трагедија Орланда Фигеса, дају другачију верзију. Пајпс тврди да избори за Други конгрес нису били фер, на пример, један Совјет са 1.500 чланова послао је 5 делегата што је више од Кијева. Он наводи да су и есери и мењшевици ове изборе прогласили незаконитим и нерепрезентативним. У књигама се наводи да су бољшевици, два дана након распуштања Уставотворне скупштине, створили контраскупштину, Трећи конгрес Совјета. Они су себи и левим есерима дали 94% места, далеко више од резултата са јединих свенародних парламентарних демократских избора у Русији за то време. У осврту на Пајпсов рад, историчарка Дајана П. Коенкер сматрала је његову интерпретацију „основно реакционарном “ која представља симпатичан поглед на империјалне силе и приказала Лењина као „једноумног, немилосрдног и кукавичког интелектуалца“.